# Championnat de Maurice de football 2003-2004
Navigation
Saison précédente Saison suivante
La saison 2003-2004 de Barclays League est la soixante-et-unième édition de la première division mauricienne. Les douze meilleures équipes du pays s'affrontent en matchs aller et retour au sein d'une poule unique. À la fin du championnat, le dernier du classement est relégué et remplacé par la meilleure équipe de deuxième division. 
Maurice Espoir a été exclu de la saison 2004-2005 à cause de la création des championnats des moins de 17 et 20 ans. De ce fait, Olympique de Moka, dernier du championnat, est repêché.
C'est le club de l'AS Port-Louis 2000 qui a été sacré champion de Maurice pour la troisième fois de son histoire. Le club de Port-Louis, termine en tête du classement final du championnat, avec treize points d'avance sur Pamplemousses SC et dix-neuf sur le Savanne SC.

L'AS Port-Louis 2000 se qualifie pour la Ligue des champions de la CAF 2005.

## Les équipes participantes
| - AS Port-Louis 2000 - Sodnac (Quatre-Bornes) - AS Rivière du Rempart - AS de Vacoas-Phoenix - Curepipe Starlight SC - Faucon Flacq SC | - Grand Port United Mahébourg FC - Maurice Espoir (les moins de 21 ans) - Olympique de Moka - Pamplemousses SC - Promu de D2 - Savanne SC - US Beau-Bassin/Rose Hill |

## Classement
Le classement est établi sur le barème de points classique (victoire à 3 points, match nul à 1, défaite à 0).
| Rang | Équipe                      | Pts | J  | G  | N | P  | Bp | Bc | Diff |
| ---- | --------------------------- | --- | -- | -- | - | -- | -- | -- | ---- |
| 1    | AS Port-Louis 2000 (T)      | 56  | 22 | 17 | 5 | 0  | 61 | 8  | +53  |
| 2    | Pamplemousses SC (P)        | 43  | 22 | 12 | 7 | 3  | 44 | 28 | +16  |
| 3    | Savanne SC (C)              | 37  | 22 | 11 | 4 | 7  | 40 | 24 | +16  |
| 4    | AS de Vacoas-Phoenix        | 32  | 22 | 8  | 8 | 6  | 39 | 33 | +6   |
| 5    | Sodnac (Quatre-Bornes)      | 32  | 22 | 9  | 5 | 8  | 28 | 29 | -1   |
| 6    | US Beau-Bassin/Rose Hill    | 31  | 22 | 8  | 7 | 7  | 35 | 31 | +4   |
| 7    | Faucon Flacq SC             | 27  | 22 | 7  | 6 | 9  | 36 | 38 | -2   |
| 8    | Curepipe Starlight SC       | 25  | 22 | 7  | 4 | 11 | 30 | 41 | -11  |
| 9    | Maurice Espoir              | 23  | 22 | 5  | 8 | 9  | 19 | 28 | -9   |
| 10   | Grand Port United Mahébourg | 21  | 22 | 5  | 6 | 11 | 18 | 30 | -12  |
| 11   | AS Rivière du Rempart       | 18  | 22 | 4  | 6 | 12 | 22 | 47 | -25  |
| 12   | Olympique de Moka           | 17  | 22 | 5  | 2 | 15 | 29 | 64 | -35  |

| Légende : Qualifications et relégations | Légende : Qualifications et relégations                                                       |
| --------------------------------------- | --------------------------------------------------------------------------------------------- |
|                                         | Qualification pour la Ligue des champions de la CAF 2005                                      |
|                                         | Qualification pour la Coupe de la confédération 2005                                          |
|                                         | Club exclu                                                                                    |
|                                         | (T) : Tenant du titre (P) : Promu de deuxième division (C) : Vainqueur de la Coupe de Maurice |

Maurice Espoir a été exclu pour la saison 2004-2005 à cause de la création des championnats des moins de 17 et 20 ans. De ce fait, Olympique de Moka, dernier du championnat, est repêché.

## Bilan de la saison
| Championnat de Maurice de football 2003-2004 |                               |
| Champion                                     | AS Port-Louis 2000 (3e titre) |
| Coupes et trophées                           |                               |
| Vainqueur de la Coupe de Maurice 2003-2004   | Savanne SC                    |
| Qualifications continentales                 |                               |
| Ligue des champions de la CAF 2005           | AS Port-Louis 2000            |
| Coupe de la confédération 2005               | Savanne SC                    |
| Promotions et relégations                    |                               |
| Promus en Barclays League                    | Arsenal Wanderers             |
| Relégués en First League                     | Aucun                         |